# Edward Cronjager
Edward Cronjager (New York, 21 marzo 1904 – Hollywood, 15 giugno 1960) è stato un direttore della fotografia statunitense.
Insieme al fratello Henry Jr. (1906–1991) ha raccolto l'eredità professionale del padre Henry (1877–1967) e dello zio Jules, entrambi direttori della fotografia attivi a Hollywood tra la fine degli anni dieci e i primi anni trenta.
Ottenne sette candidature all'Oscar alla migliore fotografia (cinque delle quali nel solo quadriennio 1942-1945), senza mai vincere il premio.

## Riconoscimenti
- Oscar alla migliore fotografia
  - 1931: candidato - I pionieri del West
  - 1942 (bianco e nero): candidato - Serenata a Vallechiara
  - 1943
    - (bianco e nero): candidato - The Pied Piper
    - (colore): candidato - Verso le coste di Tripoli

  - 1944 (colore): candidato - Il cielo può attendere
  - 1945 (colore): candidato - Due donne e un purosangue
  - 1954 (colore): candidato - Tempeste sotto i mari

## Filmografia parziale
- Foot-Ball (The Quarterback), regia di Fred C. Newmeyer (1926)
- Sporting Goods, regia di Malcolm St. Clair (1928)
- Viaggio di nozze (Just Married), regia di Frank R. Strayer (1928)
- Moran of the Marines, regia di Frank R. Strayer (1928)
- The Wheel of Life, regia di Victor Schertzinger (1929)
- Le sette chiavi (Seven Keys to Baldpate), regia di Reginald Barker (1929)
- He Knew Women, regia di Hugh Herbert (1930)
- I pionieri del West (Cimarron), regia di Wesley Ruggles (1931)
- Eroi senza gloria (Secret Service), regia di J. Walter Ruben (1931)
- I conquistatori (The Conquerors), regia di William A. Wellman (1932)
- Spia bionda (Roar of the Dragon), regia di Wesley Ruggles (1932)
- La grande menzogna (No Other Woman), regia di J. Walter Ruben (1933)
- Figli di lusso (Sweepings), regia di John Cromwell (1933)
- Argento vivo (Spitfire), regia di John Cromwell (1934)
- Down to Their Last Yacht, regia di Paul Sloane (1934)
- Roberta, regia di William A. Seiter (1935)
- La regina di Broadway (In Person), regia di William A. Seiter (1935)
- Jalna, regia di John Cromwell (1935)
- I cavalieri del Texas (The Texas Rangers), regia di King Vidor (1936)
- Scandalo al Grand Hotel (Thin Ice), regia di Sidney Lanfield (1937)
- Too Busy to Work, regia di Otto Brower (1939)
- Serenata a Vallechiara (Sun Valley Serenade), regia di H. Bruce Humberstone (1941)
- The Pied Piper, regia di Irving Pichel (1942)
- Amichevole rivalità (Friendly Enemies), regia di Allan Dwan (1942)
- Verso le coste di Tripoli (To the Shores of Tripoli), regia di H. Bruce Humberstone (1942)
- Margine d'errore (Margin for Error), regia di Otto Preminger (1943)
- Il cielo può attendere (Heaven Can Wait), regia di Ernst Lubitsch (1943)
- Banana split (The Gang's All Here), regia di Busby Berkeley (1943)
- Due donne e un purosangue (Home in Indiana), regia di Henry Hathaway (1944)
- La barriera d'oro (Nob Hill), regia di Henry Hathaway (1945)
- I conquistatori (Canyon Passage), regia di Jacques Tourneur (1946)
- Serenata messicana (Honeymoon), regia di William Keighley (1947)
- Furia nel deserto (Desert Fury), regia di Lewis Allen (1947)
- Non fidarti di tuo marito (An Innocent Affair), regia di Lloyd Bacon (1948)
- La contessa di Montecristo (The Countess of Monte Cristo), regia di Frederick de Cordova (1948)
- Il vagabondo della città morta (Relentless), regia di George Sherman (1948)
- All'alba giunse la donna (The Capture), regia di John Sturges (1950)
- Bassa marea (House by the River), regia di Fritz Lang (1950)
- La collina della felicità (I'd Climb the Highest Mountain), regia di Henry King (1951)
- Prigionieri della palude (Lure of the Wilderness), regia di Jean Negulesco (1952)
- Tempeste sotto i mari (Beneath the 12-Mile Reef), regia di Robert D. Webb (1953)